# کنت (کنتیکت)
کنت، کنتیکت (به انگلیسی: Kent, Connecticut) یک سکونتگاه مسکونی در ایالات متحده آمریکا است که در کنتیکت واقع شده‌است.

## خصوصیات
کنت ۱۲۸٫۵ کیلومترمربع مساحت و ۲٬۹۶۲ نفر جمعیت دارد و ۱۴۲ متر بالاتر از سطح دریا واقع شده‌است.